# Episodi di Vacation Playhouse (quarta stagione)
La quarta stagione della serie televisiva Vacation Playhouse è andata in onda negli Stati Uniti dall'11 luglio 1966 al 5 settembre 1966 sulla CBS.
| nº | Titolo originale     | Prima TV USA     |
| -- | -------------------- | ---------------- |
| 1  | Good Old Days        | 11 luglio 1966   |
| 2  | Frank Merriwell      | 25 luglio 1966   |
| 3  | Where There's Smokey | 1º agosto 1966   |
| 4  | My Lucky Penny       | 8 agosto 1966    |
| 5  | The Hoofer           | 15 agosto 1966   |
| 6  | My Son, the Doctor   | 22 agosto 1966   |
| 7  | The Two of Us        | 29 agosto 1966   |
| 8  | Off We Go            | 5 settembre 1966 |

## Good Old Days
- Prima televisiva: 11 luglio 1966
- Diretto da: Howard Morris
- Scritto da: Hal Goodman, Larry Klein

### Trama
- Guest star: Darryl Hickman (Rok)

## Frank Merriwell
- Prima televisiva: 25 luglio 1966
- Diretto da: Allen F. Miller
- Scritto da: Leslie Stevens

### Trama
- Guest star: Tisha Sterling (Elsie Stanhope), Bruce Hyde (Binkie Stubbs), Beau Bridges (Brandon Drood), Jeff Cooper (Frank Merriwell)

## Where There's Smokey
- Prima televisiva: 1º agosto 1966
- Diretto da: Rod Amateau
- Scritto da: Rod Amateau, Sid Dorfman

### Trama
- Guest star: Ricky Allen (Richie Packard), Hollis Irving (Blossom Packard), Gale Gordon (Warren Packard), Soupy Sales (pompiere Smokey)

## My Lucky Penny
- Prima televisiva: 8 agosto 1966
- Diretto da: Theodore J Flicker
- Scritto da: Arne Sultan

### Trama
- Guest star: Richard Benjamin (Ted Penny), Larry Storch (Commodore), Joel Grey (Freddy Rockefeller), Luana Anders (Sybil Rockefeller), Brenda Vaccaro (Jenny Penny)

## The Hoofer
- Prima televisiva: 15 agosto 1966
- Diretto da: Jack Donohue
- Scritto da: Ed Jurist

### Trama
- Guest star: Jackie Coogan (Finnegan), Jolene Brand (Wanda), Donald O'Connor (Donald Dugan), Jerome Cowan (Brainsley Gordon), Soupy Sales (Fred Brady)

## My Son, the Doctor
- Prima televisiva: 22 agosto 1966
- Diretto da: Don Richardson
- Scritto da: Hal Goodman, Larry Klein

### Trama
- Guest star: William Lanteau (dottor Hopkins), Kay Medford (Mrs. Piper), Julie Gregg (Barbara Piper), Patsy Kelly (Miss Primrose), Dick Patterson (dottor Jeffrey Berry), Cliff Norton (Phil), Lee Meriwether (Doris), Jeff Davis (dottor Peter Piper)

## The Two of Us
- Prima televisiva: 29 agosto 1966
- Diretto da: Claudio Guzman
- Scritto da: Arthur Julian

### Trama
- Guest star: Bill Mumy (Chris Williams), Russ Brown (capitano Gibson), Pat Crowley (Elizabeth Williams), Barry Livingston (Roger), Mary Jane Croft (Helen)

## Off We Go
- Prima televisiva: 5 settembre 1966
- Diretto da: Don Weis
- Scritto da: Robert Kaufman, William P. Fox

### Trama
- Guest star: Michael Burns (colonnello Rod Ryan), Dave Willock (Carl Ryan)